# Oestlundia
Oestlundia es un género que tiene asignada cuatro especies de orquídeas epifitas, originarias de México hasta Venezuela.

## Taxonomía
El género fue descrito por Wesley Ervin Higgins y publicado en Selbyana 22(1): 1–4, f. 1–2. 2001.

## Especies
- Oestlundia cyanocolumna (Ames, F.T.Hubb. & C.Schweinf.) W.E.Higgins, Selbyana 22: 4 (2001).
- Oestlundia distantiflora (A.Rich. & Galeotti) W.E.Higgins, Selbyana 22: 4 (2001).
- Oestlundia luteorosea (A.Rich. & Galeotti) W.E.Higgins, Selbyana 22: 4 (2001).
- Oestlundia tenuissima (Ames, F.T.Hubb. & C.Schweinf.) W.E.Higgins, Selbyana 22: 4 (2001).